# Rosoideae
Die Rosoideae sind eine Unterfamilie innerhalb der Familie der Rosengewächse (Rosaceae).

## Beschreibung

### Erscheinungsbild und Blätter
Die Vertreter der Rosoideae sind ausdauernde, selten einjährige krautige Pflanzen, Sträucher oder selten auch Bäume. Die Laubblätter stehen wechselständig und sind in der Regel zusammengesetzt. Nebenblätter sind vorhanden, aber häufig hinfällig.

### Blüten
Die Blüten der verschiedenen Arten der Rosoideae sind vielgestaltig und variieren in der Anzahl der Blütenorgane und -kreise stark. Die meisten Arten der Rosoideae haben jedoch fünfzählige Blüten, sodass die einzelnen Blütenorgane (Staubblätter, Kronblätter, teilweise auch Fruchtblätter) als ein Vielfaches von fünf auftreten. Dementsprechend zeigt der Schauapparat der Blütenhülle meistens einen Kronblattkreis mit folglich fünf Kronblättern, fünf Kelchblättern und einem Vielfachen von fünf (bis zu 200 bei beispielsweise der Hundsrose Rosa canina) bei den Staubblattkreisen. Dagegen ist die Anzahl der Fruchtblätter teilweise auf bis zu eines reduziert, kann aber auch wie bei der Himbeere (Rubus idaeus) durch bis zu vier Fruchtblattkreise 20 Fruchtblätter umfassen.
Die Fruchtblätter sind in der Regel nicht verwachsen, sondern stehen einzeln (apokarp) im becherartig eingezogenen Blütenboden (Hypanthium) eingezogen. Das Hypanthium gilt als evolutive Neuerung innerhalb der Rosoideae; es tritt daher bei ursprünglicheren Arten wie dem Mädesüß (Filipendula ulmaria) nicht auf. Sofern vorhanden, ist der Blütenbecher (Hypanthium) manchmal vergrößert, aber nie mit den Fruchtblättern verwachsen.

## Systematik
Das Taxon Rosoideae wurde 1832 von George Arnott Walker Arnott in der 7. Auflage der Encyclopaedia Britannica erstveröffentlicht. Aufgrund der morphologischen Vielfalt der Rosoideae und der Rosaceae insgesamt wurden die Einteilungen jedoch immer wieder modifiziert. Dementsprechend können  gerade Laien leicht durch die geschichtlich bedingten unterschiedliche Zuordnungen und Charakterisierungen der Rosoideae Probleme bei der Orientierung in dieser Gruppe haben.

### Molekulargenetische Systematisierung
Durch die neueren Möglichkeiten zur umfassenden Gensequenzierung wurde es möglich, die genetischen Verwandtschaftsbeziehungen zwischen den einzelnen Arten der Rosaceae zu analysieren. Auf dieser molekularen Grundlage wurden seit 2008 mehrere Vorschläge zur Umgruppierung der Taxa gemacht, von denen die Rosoideae aber nur marginal betroffen waren. Die Systematik stellt sich nach Potter et al. 2007 wie folgt dar:
- Mädesüß (Filipendula Mill.)
- Supertribus Rosodae T.Eriksson, Smedmark & M.S.Kerr: Sie umfasst zwei einzeln stehende Gattungen und drei Triben:
  - Rosen (Rosa L.)
  - Rubus L.
  - Tribus Sanguisorbeae  Focke:
    - Subtribus Agrimoniinae:[4]
      - Odermennige (Agrimonia L.): Die etwa 20 Arten sind weitverbreitet.[4]
      - Aremonie (Aremonia Necker ex DC.[5])
      - Hagenia J.F.Gmelin
      - Leucosidea Ecklon & Zeyher
      - Spenceria Trimen

    - Subtribus Sanguisorbinae:
      - Stachelnüsschen (Acaena Mutis ex L.): Die etwa 45 Arten sind weitverbreitet.[4]
      - Cliffortia L.
      - Margyricarpus Ruiz & Pavón (inkl. Tetraglochin Poeppig)
      - Polylepis Ruiz & Pavón
      - Wiesenknopf (Sanguisorba L.): Die etwa 15 Arten sind in Nordamerika und im nördlichen Eurasien verbreitet.[4]
      - Poteridium Spach: Die nur zwei Arten sind in Nordamerika verbreitet.[4]
      - Poterium L. (inkl. Bencomia Webb & Berth., Marcetella Svent. (mit Moquin’s Marcetella (Marcetella moquiniana)), Dendriopoterium Svent., Sarcopoterium Spach)

  - Tribus Potentilleae Sweet:
    - Fingerkräuter (Potentilla L.) (inkl. Argentina Hill, Comarella Rydb., Duchesnea Sm., Horkelia Cham. & Schltdl., Horkeliella (Rydb.) Rydb., Ivesia Torr. & A.Gray, Purpusia Brandegee, Stellariopsis (Baill.) Rydb.)
    - Subtribus Fragariinae:
      - Comarum L. (inkl. Farinopsis Chrtek & Soják)
      - Dasiphora Raf.
      - Drymocallis Fourr. ex Rydb.
      - Gelblinge (Sibbaldia L.); darunter die Art:
        - Gelbling (Sibbaldia procumbens L.)

      - Sibbaldiopsis Rydb.
      - Chamaerhodos Bunge
      - Erdbeeren (Fragaria L.)
      - Frauenmantel (Alchemilla L.) (inkl. Ackerfrauenmantel (Aphanes L.), Lachemilla (Focke) Rydb., Zygalchemilla Rydb.)
      - Potaninia Maxim.
      - Sibbaldianthe Juz. (inkl. Schistophyllidium (Juz. ex Fed.) Ikonn.)

  - Tribus Colurieae Rydb.:[6]
    - Nelkenwurzen (Geum L.), Syn.: Acomastylis Greene, Novosieversia F.Bolle, Oncostylus (Schltdl.) F.Bolle, Orthurus Juz., Taihangia T.T.Yu & C.L.Li, Coluria R.Br.): Die etwa 45 Arten sind weitverbreitet.[6]
    - Sieversia Willd.: Es gibt ein oder zwei Arten in Alaska und Ostasien.[6]
    - Fallugia Endl.: Es gibt nur eine Art:[6]
      - Fallugia paradoxa (D. Don) Endlicher ex Torrey: Sie kommt von Kalifornien bis Colorado, Texas und Mexiko vor.[6]

    - Waldsteinien (Waldsteinia Willd.: Es gibt etwa sechs Arten auf der Nordhalbkugel.[6]

## Belege
- D. Potter, T. Eriksson, R. C. Evans, S. Oh, J. E. E. Smedmark, D. R. Morgan, M. Kerr, K. R. Robertson, M. Arsenault, T. A. Dickinson, C. S. Campbell: Phylogeny and classification of Rosaceae. In: Plant Systematics and Evolution. Band 266, 2007, S. 5–43, doi:10.1007/s00606-007-0539-9.
- Xun Chen, Jinlu Li, Tao Cheng, Wen Zhang, Yanlei Liu, Ping Wu, Xuejing Yang, Ling Wang, S.L.Zhou: Molecular systematics of Rosoideae (Rosaceae).  In: Plant Systematics and Evolution, Volume 306 (1, 9), 2020, S. 1–12. doi:10.1007/s00606-020-01629-z